# The Name of the Rose (film)

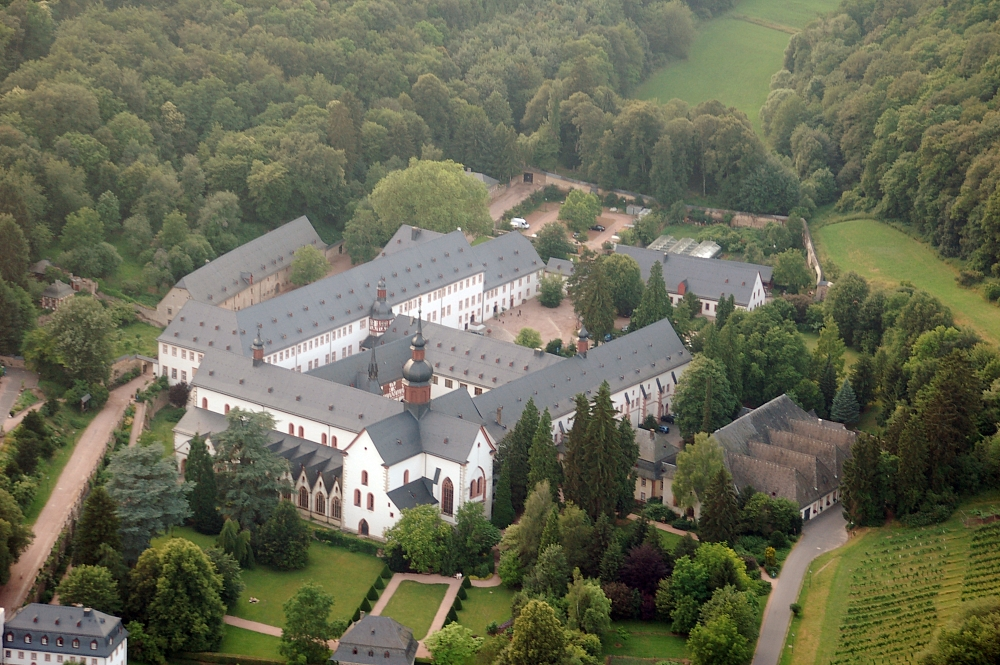
Klooster Eberbach, een van de filmlocaties

The Name of the Rose is een film uit 1986, geregisseerd door Jean-Jacques Annaud en gebaseerd op de roman De naam van de roos van Umberto Eco. De film is ook bekend onder zijn Duitstalige titel "Der Name der Rose" of de Franstalige titel "Le Nom de la Rose". De hoofdrollen worden vertolkt door Christian Slater en Sean Connery, die voor deze prestatie een BAFTA ontving. De film werd opgenomen in de authentieke twaalfde-eeuwse abdij Eberbach. Consulent voor de verfilming was de befaamde Franse mediëvist Jacques Le Goff. De muziek werd gecomponeerd door James Horner en neemt in diens oeuvre een unieke plaats in.
De film werd aanvankelijk gedistribueerd door 20th Century Fox, maar dat bedrijf verkocht de film later aan Warner Bros.

## Verhaal
Het verhaal speelt zich af in de 14de eeuw (het jaar 1327) in een benedictijnenabdij. Het overlijden van een van de monniken in verdachte omstandigheden doet de gemeenschap beslissen om de hulp in te roepen van een vermaarde monnik om de zaak op te lossen. De abt heeft dit besloten omdat hij liever niet de vertegenwoordigers van de Inquisitie over de vloer krijgt.
William van Baskerville (Sean Connery) is een franciscaanse monnik die bekendstaat om zijn wijsheid en het oplossen van dergelijke problemen. Hij brengt zijn leerling Adso (Christian Slater) met zich mee. Adso is tevens de verteller van het verhaal op verschillende momenten. Wanneer er meerdere monniken op mysterieuze wijze overlijden gaan vele broeders van de gemeenschap geloven dat de duivel aan het werk is en dat de eerste tekenen van de Apocalyps zich voordoen. William geeft eerder voorkeur aan de menselijke rede en de logica dan aan Bijbelse interpretaties. Hij komt al gauw tot de conclusie dat dit het werk is van een moordenaar en vermoedt zelfs een complot.
Niettegenstaande dat William vorderingen maakt in zijn onderzoek worden de leden van de gemeenschap steeds meer en meer onrustig en blijkt een tussenkomst van de Inquisitie onvermijdelijk. Wanneer inquisiteur Bernardo Gui ten tonele verschijnt, is het probleem snel opgelost.
Een monnik met een lichamelijke handicap, een monnik met een dubieus verleden en een "heks" uit de plaatselijke bevolking zijn volgens Bernardo Gui als werktuigen van de duivel verantwoordelijk voor al die mysteries. Ze worden daarom beschuldigd en veroordeeld tot de brandstapel. William weet echter dat deze personen niets te maken hebben met deze moorden maar kan  de uitspraak van de Inquisitie onmogelijk tegenspreken. Dit zou namelijk gezien worden als een verraad aan de Heilige Katholieke Kerk en dus als teken van ketterij.
Uit schrik om zelf op de brandstapel te belanden stemt William gedeeltelijk toe met de uitspraak van inquisiteur Bernardo Gui. Toch blijft hij heimelijk doorgaan met zijn zoektocht. Zijn vermoeden van een complot blijkt juist te zijn: alles bleek te maken te hebben gehad met een 'verboden', 'verderfelijk' boek. Men ging tot het uiterste om de censuur te behouden, zelfs meervoudige moord.
William ontsnapt ternauwernood uit een brandende bibliotheek en de door hem gevonden waarheid komt nooit aan het licht.

## Rolverdeling
| Acteur               | Personage                          |
| -------------------- | ---------------------------------- |
| Sean Connery         | Broeder William van Baskerville    |
| Christian Slater     | Novice Adso van Melk               |
| Dwight Weist         | verteller / oudere Adso (stemrol)  |
| Michael Lonsdale     | Hoofdabt                           |
| F. Murray Abraham    | Inquisiteur Bernardo Gui           |
| Helmut Qualtinger    | Cellarius Remigio de Varagine      |
| Elya Baskin          | Severinus                          |
| Volker Prechtel      | kruidenkenner Malachia             |
| Feodor Chaliapin Jr. | Eerbiedwaardigheid Jorge de Burgos |
| William Hickey       | Ubertino de Casale                 |
| Michael Habeck       | Broeder Berengar                   |
| Valentina Vargas     | Dorpsmeisje                        |
| Ron Perlman          | Salvatore                          |
| Leopoldo Trieste     | Michele da Cesena                  |
| Franco Valobra       | Jerome van Kaffa                   |
| Vernon Dobtcheff     | Hugh van Newcastle                 |
| Donal O'Brian        | Pietro d'Assisi                    |
| Andrew Birkin        | Cuthbert van Winchester            |
| Lucien Bodard        | Kardinaal Bertrand                 |
| Peter Berling        | Jean d'Anneaux                     |
| Pete Lancaster       | Bisschop van Alborea               |
| Urs Althaus          | Venantius                          |
| Lars Bodin-Jorgensen | Broeder Adelmo van Otranto         |